# Bitva u Suchdolu
Bitva u Suchdolu nebo také bitva pod Suchdolem se odehrála 25. května 1243 mezi vojskem Konráda I. Mazovského a Boleslava Stydlivého, které vedl Klement z Ruszczy jako součást bojů o krakovský trůn.
Po bitvě u Lehnice se stal novým krakovským knížetem Konrád Mazovský, kvůli jeho krutovládě proti němu vypuklo v roce 1243 povstání, do jehož čela se postavil Klement z Ruszczy. Právě jeho zásluhou bylo zorganizováno vojsko, seskládané hlavně z malopolských rytířů. V Konrádově vojsku nechyběli kromě jeho synů, Boleslava, Kazimíra a Zemovíta, také rytíři Měška II. Opolsko-Ratibořského, který je přivedl osobně, vojsko přivedli také Daniel Romanovič Haličský a jeho bratr Vasilko. Na straně Konráda stáli také velkopolští rytíři, jejich kníže Přemysl I. Velkopolský se však bojů nezúčastnil. 25. května bylo Konrádovo vojsko u Suchdola poraženo, a novým knížetem se stal Boleslav Stydlivý.